# 约翰·穆拉尼
约翰·埃德蒙·穆拉尼（英語：John Mulaney，1982年8月26日—）是一名美国脱口秀喜剧演员、演员、作家和制片人。他的代表作包括他在《周六夜现场》中的进行的脚本写作以及在脱口秀特辑《The Top Part》（2009）、《New in Town》（2012）、《The Comeback Kid》（2015） 和《Kid Gorgeous》（2018）中作为脱口秀演员的演出。他曾因在《Kid Gorgeous》中的演出而获得了黄金时段艾美奖综艺特别节目杰出写作奖。   穆拉尼的知名作品还包括Netflix上发行的儿童音乐喜剧特辑《约翰·穆拉尼与麻袋午餐帮》（2019）
穆拉尼是2014-2015年播出的福克斯情景喜剧穆拉尼，一部关于他生活的半自传系列，的创作者和主演。穆拉尼还因为他与尼克·克罗尔在电视和百老汇剧院中演出的名为“哦，你好”的节目而闻名。穆拉尼还是独立影片频道的仿纪录片Documentary Now!（2015年至今）的联合执行制片人、作家和临时演员。他还在Netflix原创动画节目《大嘴巴》中为安德鲁·格鲁伯曼进行了配音。穆拉尼在2018年第一次参与了电影行业，在奥斯卡获奖动画电影《蜘蛛侠：新宇宙》中为彼得·猪克/猪猪人配音。  

## 早年生活
约翰·埃德蒙在1982年8月26日出生于伊利诺伊州的芝加哥。他的母亲是西北大学普利兹克法学院的教授艾伦·穆拉尼，而父亲则是世达律师事务所的律师与合作伙伴，小查尔斯·穆拉尼。 他的父母都是爱尔兰天主教徒。    穆拉尼的外曾祖父乔治·J·贝茨是马萨诸塞州塞勒姆的共和党市长，同时也曾是该州的一名国会议员。他的外祖父威廉·H·贝茨也曾担任过美国国会议员。  
穆拉尼的父母就读于乔治城大学和耶鲁法学院。他们与未来的总统，比尔·克林顿，是在乔治城大学的同学。穆拉尼曾声称在1992年见过克林顿。  穆拉尼小时候担任过教堂的儿童辅祭。他是五个孩子中第三大的，他有两个兄弟，其中一个已故，还有两个姐妹。 他的受洗名是马丁，以圣马丁·包尔斯命名，以纪念在他4岁是去世的兄弟彼得·马丁。  

## 职业生涯
于2004年从乔治城大学毕业后，穆拉尼怀着对喜剧事业的抱负搬到了纽约市，并被聘为了喜剧中心的一名办公室助理。 工作一年之后，他与喜剧演员尼克·克罗尔共同策划，提出了一个模仿“我爱80年代”的节目，他称为“我爱30年代“。穆拉尼在戴夫·查普尔突然离开时正好在喜剧中心工作。最初，管理层计划将穆拉尼飞往洛杉矶以确保他剩下节目第三季的顺利播出。然而，穆拉尼却觉得这是他“成为喜剧演员的障碍”。最终，他选择辞职并开始自由职业。

### 喜剧影响
当被问及他受的喜剧影响时，穆拉尼据称曾说过他“一直喜欢单口相声专辑......在90年代少年时，我坐在地板上用我的Discman听我买的喜剧专辑”。 穆拉尼长期以来一直是单口相声专辑的收藏家。他提到过自己喜欢基斯·洛克的《Bring the Pain》，《Bigger &amp; Blacker》，以及伍迪·艾伦的《喜剧演员》、 Nichols and May的《Mike Nichols &amp; Elaine May Examine Doctors》，和艾伯特·布鲁克斯的《喜剧减一》。他还提到过自己曾听过很多杰里·赛恩菲尔德、戴夫·查普尔、乔治·卡林、理查德·普赖尔、柯南·奥布莱恩和鲍勃·纽哈特的作品。  

## 个人生活
2014年7月5日，穆拉尼与化妆师兼灯罩工匠安娜玛丽·谭德勒结婚。他们的婚礼由他们的朋友丹·利维在纽约的博伊斯维尔举行。  他们之后于2021年5月宣布分居，穆拉尼于当年7月提出了离婚。 在2021年5月，有消息称穆拉尼与女演员奥利维亚·穆恩开始了交往。同年9月，穆拉尼宣布了他和穆恩即将会迎来一个孩子。
穆拉尼曾表示过他对上帝的信仰。在2017年的电台节目《WTF with Marc Maron》中，穆拉尼解释说他的宗教观点更接近于犹太神学，而不是他成长过程中接触的天主教思想。 
穆拉尼在他的喜剧表演中大量的谈论了他对篮球的热爱并表示他经常参加NBA比赛。穆拉尼是芝加哥公牛队和布鲁克林篮网队的球迷。  
他曾被诊断出患有多动症。 

## 影视作品

### 电影
| 年份   | 题目               | 角色               | 备注             |
| ------ | ------------------ | ------------------ | ---------------- |
| 2018年 | 蜘蛛侠：平行宇宙   | 彼得·猪克 / 猪猪人 | 配音、电影处女作 |
| 2019年 | 猪猪人：受困火腿中 | 彼得·猪克 / 猪猪人 | 配音;短片        |
| 2020年 | 回到空中           | 彼得·猪克 / 猪猪人 | 配音;短片        |
| 2022   | 救難小福星 (電影)  | Chip               | 配音             |
| 2022   | 鞋貓劍客2          | "Big" Jack Horner  | 配音;制片中      |

### 戏剧
| 年份   | 标题     | 角色           | 剧院               | 参考   |
| ------ | -------- | -------------- | ------------------ | ------ |
| 2015年 | 哦，你好 | 剧作家及表演家 | 百老汇外樱花巷剧院 | [ 37 ] |
| 2016年 | 哦，你好 | 剧作家及表演家 | 百老汇学院剧院     | [ 37 ] |

### 电子游戏
| 年份   | 标题         | 角色   | 注释          |
| ------ | ------------ | ------ | ------------- |
| 2020年 | 漫威冠军大赛 | 猪猪人 | [ 38 ] [ 39 ] |